# Кахун
Кахун (рос. Кахун) — село в Урванському районі Кабардино-Балкарії Російської Федерації.
Орган місцевого самоврядування — сільське поселення Кахун. Населення становить 7106 осіб.

## Історія
Згідно із законом від 27 лютого 2005 року органом місцевого самоврядування є сільське поселення Кахун.

## Населення
| 2002  | 2010  | 2012  | 2013  | 2014  | 2015  | 2016  |
| ----- | ----- | ----- | ----- | ----- | ----- | ----- |
| 7272  | ↘7106 | ↗7227 | ↗7359 | ↗7501 | ↗7574 | ↗7666 |
| 2017  | 2018  | 2019  | 2020  |       |       |       |
| ↗7800 | ↗7934 | ↗8062 | ↗8125 |       |       |       |